# Leporidae
Léporidés
Famille
Classification phylogénétique
- Glires
  - Lagomorphes
    - Léporidés
    - Ochotonidés

  - Rongeurs

Les Léporidés (Leporidae) sont une famille de mammifères lagomorphes comprenant les lièvres et les lapins.

## Différenciation entre lièvres et lapins
- Les lièvres forment le genre Lepus. Ils sont en général plus grands que les lapins. Ils ont des oreilles plus longues et une fourrure faite de poils plus longs et noirs au sommet. Les lièvres ont un comportement solitaire. Ils nichent en plein air dans un petit recoin. Ils naissent avec les yeux grands ouverts, couverts de poils et sont capables de courir quelques minutes après leur naissance.
- Les lapins sont divisés en plusieurs genres. Ils ont une silhouette moins élancée. Ils vivent en groupe et creusent des terriers. Ils naissent aveugles et nus, et doivent donc rester cachés dans un nid sous terre pendant plus d'une semaine avant de sortir à l'air libre. Issu du lapin européen, le lapin domestique est élevé dans le monde entier.

## Liste des genres et sous-genres

### Genres
Selon ITIS (31 oct. 2010) :
- genre Brachylagus Miller, 1900 - Lapin pygmée de l'Idaho
- genre Bunolagus Thomas, 1929 - Lapin des bochimans
- genre Caprolagus Blyth, 1845 - Lapin de l'Assam
- genre Lepus Linnaeus, 1758 - les lièvres
- genre Nesolagus Forsyth-Major, 1899 - 2 espèces de lapins
- genre Oryctolagus Lilljeborg, 1873 - Lapin de garenne et lapins domestiques
- genre Pentalagus Lyon, 1904 - Lapin des îles Amami ou Lapin des Ryukyu
- genre Poelagus St. Leger, 1932 - Lapin sauvage d'Afrique centrale
- genre Pronolagus Lyon, 1904 - plusieurs espèces de lapins
- genre Romerolagus Merriam, 1896 - plusieurs espèces de lapins
- genre Sylvilagus Gray, 1867 - plusieurs espèces de lapins

Selon Fossilworks :
- - espèce † Trischizolagus dumitrescuae ;
  - espèce † Trischizolagus maritsae ;
  - espèce † Trischizolagus mirificus.

### Sous-genres
Selon Mammal Species of the World (version 3, 2005)  (31 oct. 2010) :
- genre Brachylagus
- genre Bunolagus
- genre Caprolagus
- genre Lepus
  - sous-genre Lepus (Eulagos)
  - sous-genre Lepus (Indolagus)
  - sous-genre Lepus (Lepus)
  - sous-genre Lepus (Macrotolagus)
  - sous-genre Lepus (Poecilolagus)
  - sous-genre Lepus (Proeulagus)
  - sous-genre Lepus (Sabanalagus)
  - sous-genre Lepus (Sinolagus)
  - sous-genre Lepus (Tarimolagus)
- genre Nesolagus
- genre Oryctolagus
- genre Pentalagus
- genre Poelagus
- genre Pronolagus
- genre Romerolagus
- genre Sylvilagus
  - sous-genre Sylvilagus (Microlagus)
  - sous-genre Sylvilagus (Sylvilagus)
  - sous-genre Sylvilagus (Tapeti)